# ティレル・023
ティレル 023 (Tyrrell 023) は、ティレルが1995年のF1世界選手権参戦用に開発したフォーミュラカーで、ハーベイ・ポスルスウェイトが設計した。1995年の開幕戦から最終戦まで実戦投入された。

## 概要
この年新たに携帯電話端末製造会社のノキアをタイトルスポンサーに迎えた。
023には、1993年いっぱいで禁止されてしまったアクティブサスペンション同様の機能を発揮し、セッティングの幅が広くしかもセッティング変更の時間も短縮できるといわれた新機構、ハイドロリンク（油圧式）サスペンションを装備していた。しかし、マシンには速さが見られず、第9戦ドイツGP以降は022に搭載されていたものと同じノーマルサスペンション（パッシブサスペンション）に変更されてしまった。
サイドポンツーン後方は高さも幅も022より格段に細くコンパクトにされていた。また、センターディフューザー上で左右ステップボトム後端を合流させることでダウンフォースの増加にも努めた。しかし、対照的にフロント周りは022と酷似したデザインだった。

## 1995年シーズン
第13戦ポルトガルGPのスタート直後に大クラッシュに遭った片山右京は第14戦ヨーロッパGPを欠場した。代役にテストドライバーのガブリエル・タルキーニがたてられた。第15戦日本GPからは再び右京が復帰した。
1994年の活躍から、さらに躍進が期待されたティレルだったが、ミカ・サロの3度の入賞による5ポイントしか獲得できないシーズンを送った。ノキアはこの年いっぱいでスポンサーから撤退した。
最終戦オーストラリアGPのスタート直前、サロは「あと80周だけしたら、二度とこの車に乗らなくて済むと思うと、嬉しくて」とコメントするほど、023の出来は良くなかった。

## スペック

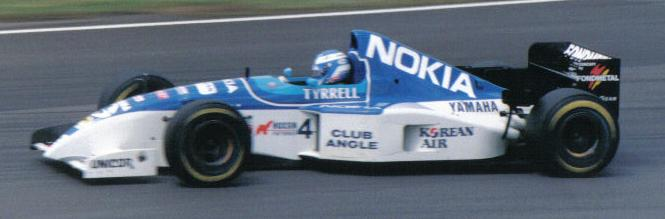
1995年イギリスGPでの023
ミカ・サロがドライブ

### シャーシ
- シャーシ名 023
- シャーシ構造 カーボンファイバー/アルミ・ハニカム製モノコック
- 全長 4,380mm
- 全高 950mm
- ホイールベース 2,890mm
- 前トレッド 1,700mm
- 後トレッド 1,610mm
- クラッチ AP
- サスペンション ハイドロリンクサスペンション（第8戦まで）/パッシブサスペンション（第9戦以降）
- ダンパー コニ
- ブレーキキャリパー AP
- ホイール フォンドメタル
- タイヤ グッドイヤー
- ギアボックス 6速＋リバース1速横置きセミオートマチック

### エンジン
- エンジン名 ヤマハ・OX10C
- 気筒数・角度 V型10気筒・72度
- 排気量 3,000cc
- スパークプラグ NGK
- 燃料・潤滑油 アジップ
- イグニッション ザイテック
- インジェクション ザイテック

## 記録
| 年   | No. | ドライバー             | 1   | 2   | 3   | 4   | 5   | 6   | 7   | 8   | 9   | 10  | 11  | 12  | 13  | 14  | 15  | 16  | 17  | ポイント | ランキング |
| 年   | No. | ドライバー             | BRA | ARG | SMR | ESP | MON | CAN | FRA | GBR | GER | HUN | BEL | ITA | POR | EUR | PAC | JPN | AUS | ポイント | ランキング |
| ---- | --- | ---------------------- | --- | --- | --- | --- | --- | --- | --- | --- | --- | --- | --- | --- | --- | --- | --- | --- | --- | -------- | ---------- |
| 1995 | 3   | 片山右京               | Ret | 8   | Ret | Ret | Ret | Ret | Ret | Ret | 7   | Ret | Ret | 10  | Ret | INJ | 14  | Ret | Ret | 5        | 8位        |
| 1995 | 3   | ガブリエル・タルキーニ |     |     |     |     |     |     |     |     |     |     |     |     |     | 14  |     |     |     | 5        | 8位        |
| 1995 | 4   | ミカ・サロ             | 7   | Ret | Ret | 10  | Ret | 8   | 15  | 8   | Ret | Ret | 8   | 5   | 13  | 10  | 12  | 6   | 5   | 5        | 8位        |

- 太字はポールポジション、斜字はファステストラップ、INJは負傷欠場。(key)
- コンストラクターズランキング8位。
- ドライバーズランキング14位（ミカ・サロ）予選最高位7位 決勝最高位5位
- ドライバーズランキング-位（片山右京）予選最高位11位 決勝最高位7位
- ドライバーズランキング-位（ガブリエル・タルキーニ）予選最高位19位 決勝最高位14位（第14戦のみ、片山右京の代役として出走）